# A szarvasvadász
A szarvasvadász (eredeti cím: The Deer Hunter) 1978-ban bemutatott  amerikai-brit háborús filmdráma. Michael Cimino alkotása világszerte heves tiltakozásokat váltott ki. Amikor versenyen kívül bemutatták az 1979-es nyugat-berlini filmfesztiválon, a bemutató elleni tiltakozásul a Szovjetunió kezdeményezésére a szocialista országok – Románia kivételével – visszavonták versenyfilmjeiket a programból, és delegációik elhagyták a fesztivált. A filmről elítélően nyilatkozott a rangos angol színésznő, Julie Christie is, aki a zsűri tagja volt. A szocialista országokban tiltólistára került. Az alkotás öt Oscar-díjban részesült.

## Cselekmény
Egy pennsylvaniai kisváros acélüzemének egyik kohásza, Steven éppen az esküvőjét tartja, mielőtt két barátjával, Nickkel és Mike-kal elindul a vietnámi háborúba. A három barát vidáman beszél arról, remélik, az első vonalba kerülnek, mert így legalább lesz alkalmuk kiélvezni a bulit. Aztán betoppan egy háborús veterán, aki kérdéseikre csak káromkodással felel. A férfiak az esküvőt követően lerészegedve még utoljára felmennek a hegyekbe szarvast lőni. Mike, aki a legérettebb mind közül, megígéri Nicknek, hogy akármi történik, nem hagyja ott a háborúban.
Vietnámban találkozunk velük ismét, ahol foglyul ejtik őket a vietkongok. Fogvatartóik fogadásokat kötnek és életveszélyes szerencsejátékra kényszerítik őket: orosz rulettben vesznek részt, amiben az veszít, aki először lövi főbe magát (ha nem akar beszállni a „játékba”, a vietnámiak egyszerűen lelövik). Steven kis híján teljesen megőrül, de Mike lélekjelenléte és összefogása Nickkel meghozza az eredményt a kilátástalannak tűnő helyzetben. Mind a hárman túlélik a bevetést, de csupán Mike tér haza egészségesen. Steven tolószékbe kerül, mivel súlyos végtagtörést szenved, Nick pedig ott marad Saigonban, ahol immár üzletszerűen gyakorolja az orosz rulettet. Mike hónapokkal később visszatér, hogy kihozza őt a háború és a saját maga építette pokolból, de végül elveszíti barátját.

## A film hatása
Az 1979-es Oscar-díjkiosztó ünnepség nem múlt el botrány nélkül: a tekintélyes szakmai díj legfontosabb kategóriáiban A szarvasvadász mellett a Hazatérés című film diadalmaskodott, melynek a vietnámi háború utóhatásai volt a témája. A két főszereplő, Jane Fonda és Jon Voight Oscar-díjat kaptak alakításaikért. A díj átvételekor Fonda – aki a vietnámi háború elleni tiltakozás egyik leghíresebb képviselője volt, korábban Vietnámba is elutazott, hogy az amerikai katonák ellen buzdítson, ami miatt igen népszerűtlenné vált az amerikai nép széles rétegeiben – kritikusan beszélt a másik díjazottról, Cimino „rasszista” alkotásáról.

## Szereplők
- Robert De Niro – Michael "Mike" Vronsky, (Máté Gábor)
- Christopher Walken – Nikonar "Nick" Chevotarevich (Stohl András)
- John Cazale – Stanley Stosh (Kautzky Armand)
- John Savage – Steven (Hirtling István)
- Meryl Streep – Linda (Radó Denise)
- George Dzundza – John Welch (Rubold Ödön)
- Chuck Aspegren – Peter "Axel" Axelrod (Nemcsák Károly)
- Shirley Stoler – Steven édesanyja (Némedi Mari)
- Pierre Segui – Julien Hasangjekaj (Komlós András)
- Rutanya Alda – Angela Ludhjduravic-Pushkov (?)
- Mady Kaplan – Axel barátnője (?)
- Amy Wright – nyoszolyólány (?)

## Fontosabb díjak, jelölések

### BAFTA-díj(1980)
- díj: legjobb operatőr (Zsigmond Vilmos)
- díj: legjobb vágás (Peter Zinner)
- jelölés: Legjobb rendező (Michael Cimino)
- jelölés: Legjobb férfi mellékszereplő (Christopher Walken)
- jelölés: Legjobb női alakítás (Meryl Streep)
- jelölés: Legjobb férfi alakítás (Robert De Niro)
- jelölés: Legjobb forgatókönyv (Deric Washburn)

### Golden Globe-díj(1979)
- díj: Legjobb rendező (Michael Cimino)
- jelölés:  Legjobb férfi főszereplő (Robert De Niro)
- jelölés:  Legjobb férfi mellékszereplő (Christopher Walken)
- jelölés:  Legjobb női mellékszereplő (Meryl Streep)
- jelölés:  Legjobb forgatókönyv (Deric Washburn)

### Oscar-díj(1979)
- díj: Legjobb film (Michael Cimino, Louis Garfinkle, John Peverall, Barry Spikings)
- díj: Legjobb rendező (Michael Cimino)
- díj: Legjobb férfi mellékszereplő (Christopher Walken)
- díj: Legjobb vágás (Peter Zinner)
- díj: legjobb hang (Richard Portman, William L. McCaughey, Aaron Rochin, C. Darin Knight)
- jelölés: Legjobb férfi főszereplő (Robert De Niro)
- jelölés: Legjobb operatőr (Zsigmond Vilmos)
- jelölés: Legjobb női mellékszereplő (Meryl Streep)
- jelölés: Legjobb eredeti forgatókönyv (Michael Cimino, Deric Washburn)